# Ajit Singh (Sikhism)
Pour les articles homonymes, voir Singh.
Sahibzada Ajit Singh ji (né le 7 janvier 1687 à Paunta sahib, mort en 1705) est le fils ainé de Gurû Gobind Singh. Il est l'un des martyrs les plus vénérés du sikhisme.
Baba Ajit Singh, fait dès l'âge de 12 ans ses preuves en tant que guerrier. À la tête d'une centaine d'hommes, il récupère le 23 mai 1699 des terres volées au sikhs. À l'âge de 13 ans seulement il est chargé de la défense du fort de Taragarh, cible des troupes impériales. Il remplit cette mission avec succès.
Le 7 décembre 1705, la bataille de Chamkaur débute. Une bataille inégale dite, à un contre 10 000. Une quarantaine de sikhs est assiégés par des dizaines de milliers de soldats impériaux. Les sikhs ont épuisé leur maigre stock de munitions et de flèches. Des groupes de cinq hommes sont envoyés régulièrement à l'assaut des troupes impériales.
Sahibzada Ajit Singh ji n'a alors que 18 ans, lorsque vient son tour de partir à l'assaut. Son père en personne le prépare. Le 8 Bikrami du mois de Poh (ce qui équivaudrait à décembre/janvier), baba Ajit Singh ji tombe sur le champ de bataille.
Guru ji refusa qu'un traitement de faveur soit accordé à ses fils. L'histoire raconte que le guru chanta de bonheur au lieu de pleurer de tristesse lorsqu'il appris la mort de son fils.